# Cinara largirostris
Cinara largirostris är en insektsart. Cinara largirostris ingår i släktet Cinara och familjen långrörsbladlöss. Inga underarter finns listade i Catalogue of Life.